# يبدأ الشباب
يبدأ الشباب (بالكورية: 유스)؛ هو مسلسل تلفزيوني كوري جنوبي، مبني على مسار فرقة BTS العالمية، من بطولة سيو جي هون ونوه جونغ هون وأهن جي هو وسيو يونغ جو وكيم يون وو وجونغ وو جين وجيون سو جين. صدرت اول حلقات في  30 ابريل 2024، يتم اصداره بنظام ثلاث اجزاء، لكل جزء 4 حلقات بمجموع 12 حلقة.

## ملخص
"سوف يتوسع المسلسل في قصة التي شاهدها المعجبون عبر مقاطع الفيديو الموسيقية لـ BTS وويب توون أنقذني. ستبدأ القصة بعد مقابلة سيوك-جين الفتيان الستة الآخرين. يتعلم أن كل شخص لديه صراعات وظروف خاصة، ويقفون بصف واحد، للتغلب على أكبر صعوباتهم.

## طاقم
- سيو جي هون
- نوه جونغ هيون
- اهن جي هو
- سيو يونغ جو
- كيم يون وو
- جونغ وو جين
- جونغ وو جين

## الإنتاج

### صناعة
في 21 أغسطس 2019، أعلن الرئيس التنفيذي المشارك لشركة بيغ هيت إنترتاينمنت، بانغ سي هيوك، أن المسلسل المبني على الأيام الأولى لفرقة بي تي إس كانت في المراحل الأولى من الإنتاج لصداره في النصف الثاني من عام 2020. وسيتم إنتاج المسلسل من قبل شركة الإنتاج تشوروك بايم ميديا. في الأصل كان العمل بعنوان سماء زرقاء، ولكن تم تغيير اسم المسلسل لاحقًا إلى الشباب. أعلنت تشوروك بايم ميديا عن انتهاء الإنتاج في أواخر نوفمبر وبدأت مرحلة ما بعد الإنتاج لتعزيز «جودة» المسلسل.

### طاقم
في 17 يونيو 2020، أفادت التقارير أن شركات الإنتاج كانت بصدد اختيار الممثلين الرئيسيين والداعمين، وأن طاقم الممثلين الأساسيين سيتكون فقط من ممثلين مبتدئين. في 19 أكتوبر، أُعلن أن سيو جي هون ونوه جونغ هيون واهن جي هو وسيو يونغ جو وكيم يون وو وجونغ وو جين وجيون جي سيو سوف يلعبون دور البطولة في المسلسل.

### التصوير
توقف التصوير في أواخر أكتوبر 2020 بعد مخاوف أثارها المعجبون من أن تكون أسماء الشخصيات مماثلة لأسماء أعضاء الفرقة. كان من المقرر في الأصل استئناف التصوير في أوائل ديسمبر، ولكن تم تأجيل التصوير في نهاية المطاف إلى يناير 2021. في 7 أبريل 2021، أعلن عن تغيير أسماء الشخصيات الرئيسية وإعادة تصوير بعض المشاهد.
في 22 نوفمبر 2021، أعلنت جرين بام ميديا عن اكتمال التصوير الأخير.

### الأصدار
من المتوقع إصدار المسلسل في عام 2023.

## روابط خارجية
- يبدأ الشباب على هانسينما